# Wira Hyrytsch
Wira Hyrytsch (auch Vera Girich, ukrainisch Віра Гирич; * 12. September 1967 in Kiew; † 28. April 2022 ebenda) war eine ukrainische Journalistin und Produzentin bei Radio Liberty. Sie wurde 2022 durch russische Bombenangriffe getötet.

## Leben
Wira Hyrytsch war Produzentin führender ukrainischer Fernsehsender. Eine Zeit lang war sie in der Israelische Botschaft in Kiew tätig. Seit Februar 2018 arbeitete sie im Kiewer Büro von Radio Liberty.
Die Journalistin ist in Kiew ums Leben gekommen, nachdem ein russischer Raketeneinschlag das Wohnhaus, in dem sie lebte, in der ukrainischen Hauptstadt getroffen hatte. Ihre Leiche wurde am nächsten Tag unter den Trümmern gefunden. Zwei starke Explosionen erschütterten am Donnerstag, den 28. April 2022 gegen 20.00 Uhr Ortszeit das Zentrum von Kiew, kurz nach einem Treffen zwischen UN-Generalsekretär António Guterres  und dem ukrainischen Präsidenten Wolodymyr Selenskyj. Der Sprecher des russischen Verteidigungsministeriums, Igor Konaschenkow, behauptete, am 28. April hätten „Langstrecken- und Hochpräzisionsraketen“ Fabrikgebäude des ukrainischen Raketenherstellers Artem in Kiew getroffen.
Zum Jahrestag des Todes von Wira Hyrytsch drehte die Redaktion von Radio Liberty einen investigativen Film: Serhiy Andrushkos Dokumentarfilm Vira schildert die Umstände des Raketenangriffs aus Russland an diesem Tag.